# Heteralepas microstoma
Heteralepas microstoma is een rankpootkreeftensoort uit de familie van de Heteralepadidae. De wetenschappelijke naam van de soort is voor het eerst geldig gepubliceerd in 1901 door Gruvel.